# Чапелькі (Свецький повіт)
Чапелькі (пол. Czapelki, нім. Klein Zappeln) — село в Польщі, у гміні Швеці Свецького повіту Куявсько-Поморського воєводства.
Населення — 100 осіб (2011).
У 1975-1998 роках село належало до Бидгощського воєводства.

## Демографія
Демографічна структура станом на 31 березня 2011 року:
|          | Загалом | Допрацездатний вік | Працездатний вік | Постпрацездатний вік |
| -------- | ------- | ------------------ | ---------------- | -------------------- |
| Чоловіки | 51      | 10                 | 36               | 5                    |
| Жінки    | 49      | 12                 | 29               | 8                    |
| Разом    | 100     | 22                 | 65               | 13                   |